# Die Kameliendame (1936)
Die Kameliendame (Originaltitel: Camille) ist ein US-amerikanischer Spielfilm von George Cukor aus dem Jahr 1936 mit Greta Garbo. Der Film basiert auf dem Bühnenstück Die Kameliendame von Alexandre Dumas.

## Handlung
Marguerite Gautier ist eine der bekanntesten Kurtisanen von Paris in der Zeit um 1850. Eines Tages lernt sie in der Oper durch Zufall den jungen Diplomaten Armand Duval kennen, den Marguerite zunächst für den sagenhaft reichen Baron de Varville hält. Beide verlieben sich ineinander. Marguerite beginnt eine Beziehung mit Armand, doch bald schon gerät sie in finanzielle Bedrängnis. Auch ist ihr bisheriger Lebenswandel nicht dazu angetan, Armands Familie zu gewinnen. Sein Vater redet ernsthaft auf sie ein und drängt die verzweifelte junge Frau, aus Liebe auf Armand zu verzichten. Marguerite, die unter Tuberkulose leidet, entsagt ihrem Geliebten und kehrt zurück nach Paris, wo ihre Kräfte rasch schwinden. Völlig verarmt und von allen Freunden verlassen stirbt sie am Ende in den Armen Armands.  

## Hintergrund
Die Kameliendame gehörte seit ihrer Uraufführung zu den beliebtesten Prestigeauftritten jeder angesehenen Bühnendarstellerin. Sarah Bernhardt und Eleonora Duse hatten mit dem Stück Triumphe gefeiert und bereits mit den Anfängen des Kinos Ende des 19. Jahrhunderts gab es die ersten Verfilmungen. Greta Garbo kannte den Inhalt aus ihren Tagen der Schauspielschule in Schweden noch sehr genau und wollte unbedingt die Rolle der Marguerite Gautier spielen. Ab 1935 begannen die Verhandlungen um die Adaption und lange Zeit war nicht ganz klar, ob sie zunächst die Maria Walewska oder eben Die Kameliendame spielen sollte. Schließlich begannen im Herbst 1936 die Dreharbeiten unter der Überwachung von Irving Thalberg, dessen Gesundheit sich während der Arbeiten allerdings immer weiter verschlechterte und der am 14. September 1936 überraschend starb. Die Besetzung war im Gegensatz zu den meisten anderen Filmen der Schauspielerin bis in die Nebenrollen mit guten Schauspielern besetzt. Selbst die Wahl von Robert Taylor, der den undankbaren Part des Armand übernahm, war für das Studio folgerichtig, da er in den letzten Monaten zu den beliebtesten männlichen Darstellern in Hollywood avanciert war und sein Auftritt neben Garbo zusätzliche Besucherscharen anlocken würde. Garbo gestattete zum ersten und einzigen Mal seit 1927, dass die Sets, die Drehorte, frei zugänglich waren und nicht wie sonst üblich, mit Pravanen und Stellwänden für Unbefugte abgesperrt blieben. 
Zwei Szenen sind besonders bekannt geworden. 
Im ersten Drittel der Handlung hat Marguerite den Baron de Varville zu Gast und sitzt mit ihm am Klavier, als plötzlich Armand an der Haustür steht und klingelt. Marguerite belügt den Baron dahin, dass sie nicht wisse, wer vor der Tür stehe. Er weiß oder vermutet jedoch die Wahrheit und beide quälen sich mit einem angestrengten Lächeln durch den Dialog, der seinen furiosen musikalischen und emotionalen Höhepunkt erreicht, als der Baron ein aufwühlendes Klavierstück spielt. Nicht wenige Kritiker behaupten, dies sei die mit Abstand beste Leistung von Greta Garbo überhaupt gewesen. Ganz am Ende, in der Todesszene, öffnet die Schauspielerin für Sekundenbruchteile die Augen, ehe sie stirbt, was dem Geschehen einen emotionalen Schub verleiht.

## Auszeichnungen
Oscarverleihung 1937
- Nominierung für den Oscar als beste Hauptdarstellerin – Greta Garbo

New York Film Critics Awards 1937
- New York Film Critics Circle Award/Beste Hauptdarstellerin – Greta Garbo

Der Film wurde außerdem 2005 in die Time-Auswahl der besten 100 Filme von 1923 bis 2005 gewählt.

## Kinoauswertung
Mit Produktionskosten von 1.154.000 US-Dollar lag der Film ungefähr im Rahmen einer A-Produktion. Er war an der Kinokasse ein großer Erfolg und spielte in den USA mit 1.154.000 US-Dollar gut ein Drittel mehr ein als Anna Karenina aus dem Vorjahr. International betrugen die Einnahmen des Films 1.688.000 US-Dollar, so dass Die Kameliendame mit einem Gesamtergebnis von 2.842.000 US-Dollar der erfolgreichste Film von Greta Garbo überhaupt wurde. Der Gewinn betrug jedoch nur knapp 388.000 US-Dollar.

## Kritik
Die Kritiken waren voll des Lobes für Greta Garbo und ihre subtile Darstellung. 
Frank S. Nugent in der New York Times brachte die Dinge auf den Punkt:

„Nach über 50 Jahren ist Die Kameliendame weniger ein Stück als eine Institution geworden. So wie Hamlet das Maß aller Dinge für einen großen Schauspieler ist, so ist das Stück von Dumas Sohn der ultimative Test für eine dramatische Schauspielerin. Greta Garbos Darstellung befindet sich in der besten Tradition: reich schattiert, tragisch und doch zurückhaltend. Sie ist ebenso unvergleichlich in der Rolle wie es vor ihr nach den Erzählungen die Bernardt war. Dank ihrer perfekten Schauspielkunst wird das doch schon abgeschmackte Thema wieder neu interpretiert, faszinierend traurig und berührend tragisch. […] Miss Garbo hat ihre Marguerite Gautier mit der Subtilität interpretiert, die ihr den Titel ‚First Lady der Leinwand‘ verdient hat.“

Zu einem eher zwiespältigen Urteil gelangt der Evangelische Film-Beobachter:

„Die […] tragische und stellenweise sentimental wirkende Liebesgeschichte wird durch die schauspielerische Kraft Greta Garbos und ihres Partners einigermaßen glaubhaft, teilweise sogar menschlich überzeugend ausgeformt.“